# Fadenflossen-Kardinalbarsch
Der Fadenflossen-Kardinalbarsch (Zoramia  leptacantha) oder Neon-Kardinalbarsch ist ein Schwarmfisch aus der Familie der Kardinalbarsche (Apogonidae).
Er lebt im Roten Meer und im Indopazifik, von Mosambik bis zu den Ryūkyū-Inseln und Tonga. Tagsüber hält er sich zwischen astförmigen Steinkorallen versteckt, um in der Dämmerung nach Plankton zu jagen. Er schwimmt oft in gemischten Schwärmen mit den Kardinalbarschen Archamia fucata und Archamia zosterophora.
Wie alle Kardinalbarsche sind die Fadenflossen-Kardinalbarsche Maulbrüter. Sie werden sechs Zentimeter lang.